# Lorenzo María de San Francisco Javier
Lorenzo María de San Francisco Javier fue un sacerdote pasionista, misionero restaurador de la Congregación de la Pasión y propagador de la devoción al niño Jesús.

## Biografía
Hijo de Antonio Salvi, el administrador de los príncipes de Carpegna en Roma, y de  su primer matrimonio con Marianna Biondi, estudió en el Colegio Romano , donde fue compañero de estudios de Gaspar del Búfalo y discípulo del padre Benedictino Mauro Cappellari.
El 14 de noviembre de 1801 entró en el noviciado pasionista de San José de Monte Argentario , tomando el nombre religioso de Lorenzo María de San Francisco Javier: tomó sus primeros votos el 20 de noviembre de 1802 y  el 29 de diciembre de 1805 fue ordenado sacerdote. Se dedicó especialmente a la predicación de misiones populares.
Obligado a abandonar el monasterio en la época napoleónica, se retiró antes a la iglesia de Santa María en Publicolis y luego Pieve Torina , donde será reorganizador de manera clandestina una Congregación Pasionista. Durante una enfermedad que casi lo lleó a la muerte desarrolló una profunda devoción al Niño Jesús, la que haya sido contratado por un voto especial para difundir el culto.
Después de la restauración de la congregación fue a la casa general en la basílica de los Santos Juan y Pablo en Roma. Ocupó diversos cargos en el instituto: fue superior de la comunidad Pasionista de Terracina, Monte Argentario , Todi, Vetralla, en la que fue  seis veces, consejero provincial.
Pasó los últimos años de su vida en retiro Sant'Angelo Vetralla: murió de un derrame cerebral mientras se encontraba en Capranica al visitar a los fieles.